# シドニー・トレインズC形電車
シドニー・トレインズC形電車（シドニートレインズCがたでんしゃ）は、1986年に登場したシドニー・トレインズの電車。
1986年から翌1987年にかけて56両が製造された。

## 概要

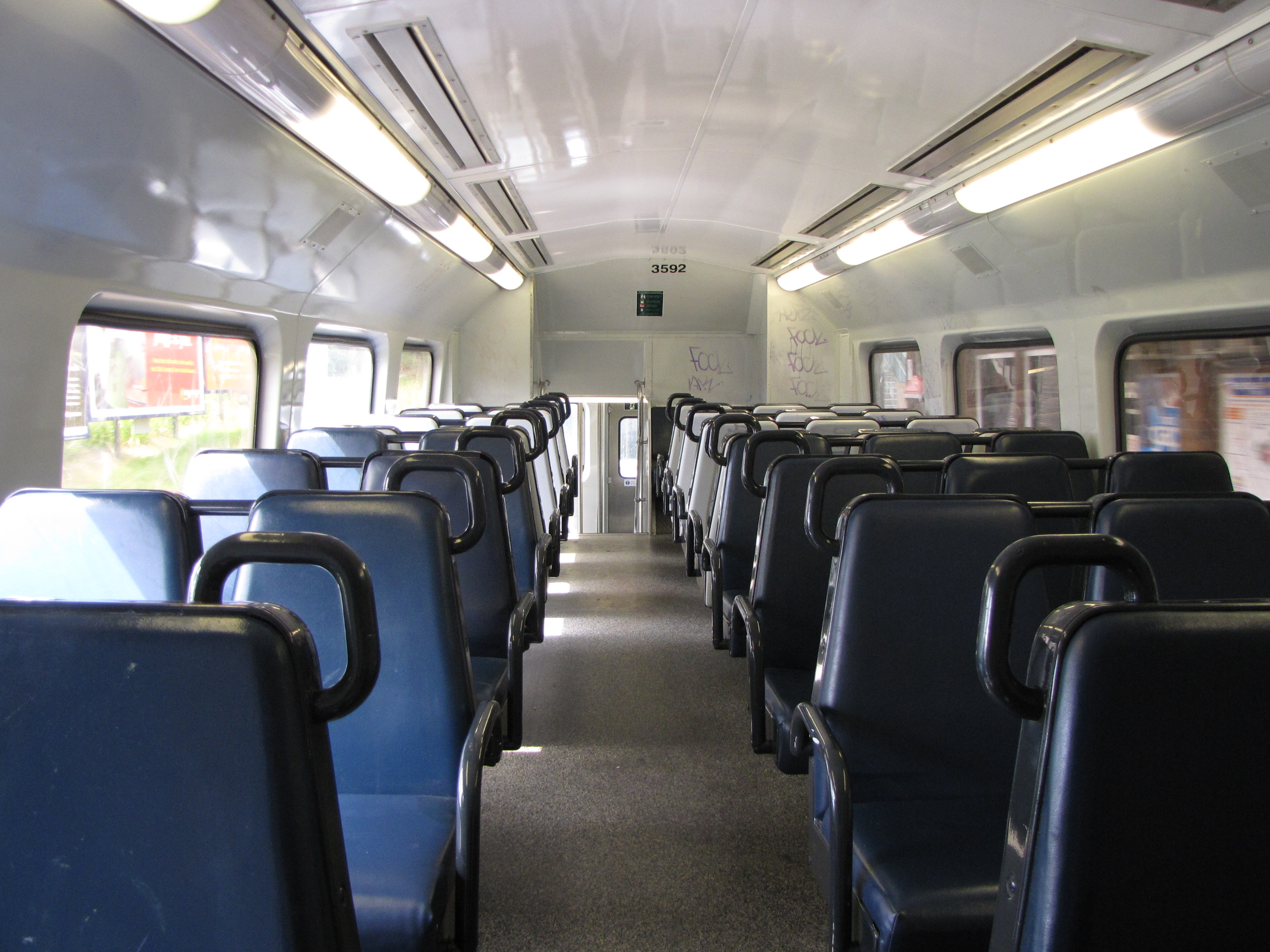
C形の内装。集団離反型座席が特徴的。

次世代新型車両として予定されていたT形電車 "Tangara"の開発が遅延していたため、同車が登場するまでのつなぎとして製作された。シドニーの近郊電車では初めて電機子チョッパ制御を採用した車両である。
外観は前面の窓周りがやや窪んでいる以外は従来のS形やK形と大差がない一方で、下回りや内装に関してはいくつもの新機軸を取り入れており、先述の通り、同車は高周波分巻チョッパ制御を採用しており、これまでの車両と比べ滑らかな加減速を実現している。同様のチョッパ制御装置はのちに登場するTangaraやV形にも搭載された。内装に関しては従来車において採用されていた転換クロスシートに替わり、集団離反型座席が採用された。この座席は利用客からの不満を招いたものの、Tangaraにおいても同様のものが採用された。また、当初は空調機器の効果を高めるためのボタン式半自動装置を搭載していたが、こちらは後になって撤去された。
先述の通り、Tangaraへのつなぎとして製作された車両であったため、製造は56両と少数に留まった。全56両中、制御電動車(C3581-C3608)と付随車(T4247-T4274)がそれぞれ28両ずつ製造された。

## 改造
1990年代後半に改修工事を受け、車内化粧板交換、座席モケット張替え、前面行先表示機設置などが行われた。

## 現況
2019年現在、同車は全車がフレミントン車両基地に所属し、T2、T3、T8の3路線にて運行されている。4両編成を2本繋げた8両編成としての運用が主体である。導入当初はK形の一グループとして製造されていた事もあり、従来型の抵抗制御車両との併結運転も行われていたものの、加速時に衝撃が発生するなど問題が多かったため中止され、1990年以降は独自の運用となっている。
なお、2017年に運転室ブレーカーボックス内のアスベスト含有が発覚し、緊急点検およびアスベスト撤去が行われた。
本車は2021年2月をもって定期運用から離脱し、2021年3月現在はC1編成とC5編成が非常用の予備車として残るのみとなっている。